# Dipodillus
Dipodillus és un gènere de rosegadors de la família dels múrids. Conté una dotzena d'espècies, totes oriündes d'Àfrica o l'Orient Pròxim. Les espècies d'aquest grup tenen una llargada de cap a gropa de 69–125 mm, la cua de 57–153 mm i un pes de fins a 58 g. El seu pelatge és molt suau. Tenen el cos esvelt, el cap gros, el musell puntegut i els ulls i les orelles de grans dimensions.